# 维扎伊内市镇
维扎伊内市镇（波蘭語：Gmina Wiżajny）是波兰波德拉谢省的一个乡村型市镇，隶属于苏瓦乌基县，治所位于同名城市维扎伊内。总面积为122.59平方公里，截至2019年6月30日总人口为2358人。